# Гай (Житомирський район)
Гай — село в Україні, у Новогуйвинській селищній територіальній громаді Житомирського району Житомирської області. Чисельність населення становить 267 осіб (2001). У 1923—58 роках — адміністративний центр колишньої однойменної сільської ради. До 1939 року — хутір.

## Населення
У 1923 році в поселенні налічувалося 820 жителів, дворів — 143.
Відповідно до результатів перепису населення СРСР, кількість населення станом на 12 січня 1989 року становила 344 особи. Станом на 5 грудня 2001 року, відповідно до перепису населення України, кількість мешканців села становила 267 осіб.

## Історія
До 1923 року входив до складу Троянівської волості Житомирського повіту Волинської губернії. У 1923 році включений до складу новоствореної Гайської сільської ради, яка 7 березня 1923 року увійшла до складу новоутвореного Троянівського району Житомирської округи; адміністративний центр ради. Розміщувалося за 6 верст від районного центру містечка Троянів.
Село постраждало внаслідок геноциду українського народу, проведеного урядом СРСР 1932—1933 років.
У 1939 році хутір віднесено до категорії сіл. 28 листопада 1957 року село, в складі сільської ради, включене до Житомирського району Житомирської області. 12 травня 1958 року, відповідно до рішення Житомирського облвиконкому № 442 «Про об'єднання сільських рад депутатів трудящих по Житомирському району», село підпорядковане Руднє-Городищенській сільській раді Житомирського району. 30 грудня 1962 року, в складі сільської ради, увійшло до Бердичівського району Житомирської області, 4 січня 1965 року повернуте до складу відновленого Житомирського району.
12 червня 2020 року, відповідно до розпорядження Кабінету Міністрів України № 711-р «Про визначення адміністративних центрів та затвердження територій територіальних громад Житомирської області», територію та населені пункти Руднє-Городищенської сільської ради включено до складу Новогуйвинської селищної територіальної громади Житомирського району Житомирської області.
12 червня 2020 року, відповідно до розпорядження Кабінету Міністрів України № 711-р «Про визначення адміністративних центрів та затвердження територій територіальних громад Житомирської області» увійшло до складу Новогуйвинської селищної територіальної громади.
19 липня 2020 року, в результаті адміністративно-територіальної реформи та ліквідації Житомирського району (1939—2020), село увійшло до складу новоутвореного Житомирського району.